# ۴۸۰ (قمری)
۴۸۰ (قمری)، چهارصد و هشتادمین سال در گاهشماری هجری قمری است. اول محرم این سال برابر با چهاردهم آوریل سال ۱۰۸۷ میلادی است.